# Stazione di Caronno Pertusella (1879)
La stazione di Caronno Pertusella era una stazione ferroviaria posta sulla linea Milano-Saronno. Serviva il centro abitato di comune Caronno Pertusella.

## Storia
La stazione fu attivata nel il 5 ottobre 1879 insieme alla ferrovia, continuò il suo esercizio fino alla sua chiusura avvenuta il 24 febbraio 1991 e sostituita dalla nuova, in occasione del quadruplicamento della tratta ferroviaria Saronno a Garbagnate Milanese. Il vecchio fabbricato viaggiatori fu abbattuto tra gli anni ottanta e gli anni novanta.

## Movimento
La stazione era servita dai treni regionali in servizio sulla tratta Milano–Saronno.